# Hydraecia songariae
Hydraecia songariae là một loài bướm đêm trong họ Noctuidae.